# Дебора Кара Ънгър
Дебора Кара Ънгър (на английски: Deborah Kara Unger) е канадска актриса.
Родена е на 12 май 1966 година във Ванкувър в семейството на лекар. Завършва Националния институт по драматично изкуство в Сидни, където се снима в първите си филми. В началото на 90-те години се връща в Северна Америка и участва във филми като „Катастрофи“ (Crash, 1996), „Играта“ (The Game, 1997), „Разплата“ (Paycheck, 1999), „Сайлънт Хил“ (Silent Hill, 2006).

## Избрана филмография
- „Катастрофи“ (Crash, 1996)
- „Играта“ (The Game, 1997)
- „Разплата“ (Paycheck, 1999)
- „Соленото езеро“ (The Salton Sea, 2002)
- „Любовна песен за Боби Лонг“ (A Love Song for Bobby Long, 2004)
- „Сайлънт Хил“ (Silent Hill, 2006)